# Otto Freundlich
Pour les articles homonymes, voir Freundlich.
Otto Freundlich, né le 10 juillet 1878 à Stolp (Allemagne) et assassiné le 9 mars 1943 au camp de concentration de Lublin-Majdanek (situé en Pologne occupée), est un sculpteur et un peintre allemand.
Au même titre que Kandinsky, il est considéré comme un des peintres fondateurs de l'abstraction et du constructivisme. L'œuvre de cet artiste engagé fut largement détruite par les nazis qui la dénonçait comme le symbole de l'« art dégénéré » que représentait à leurs yeux l'art moderne.
Sa vie autant que sa réflexion esthétique donne à son œuvre une dimension morale et politique qui contribue à la diffusion de l'abstraction.

## Biographie

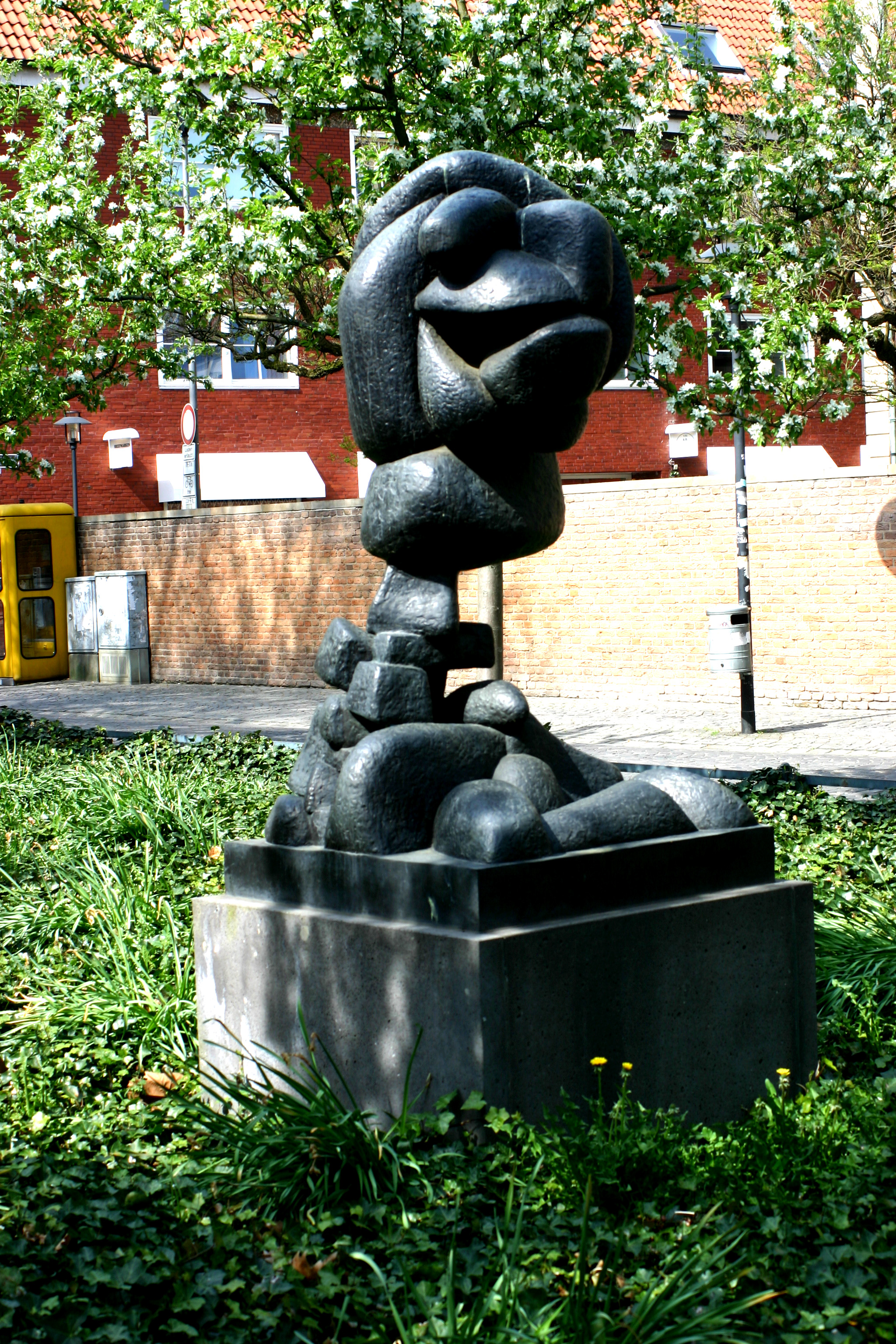
Ascension, bronze, Münster.

Otto Freundlich (dont le nom veut dire « aimable » en français) est né le 10 juillet 1878 dans une famille juive convertie au protestantisme, d'entrepreneurs à Stolp en Allemagne dans la région de la Poméranie, aujourd'hui Słupsk en Pologne. Il est le cinquième enfant de son père Emile Freundlich et de sa mère Berthe Levy, morte un an après sa naissance. Son père se remarie avec Rose Bernhardt avec qui il a un enfant Kurt Michaël, Rose élève les six enfants dans la religion protestante.
En 1897, Otto Freundlich interrompt ses études pour suivre une formation commerciale à Hambourg avant de passer son baccalauréat à Bützow. Après l'obtention de celui-ci, il se consacre à des études d'histoire de l’art, de philosophie et de littérature à Berlin. Il avait d'abord commencé des études de dentiste en 1904 à Munich, mais au bout d'un an, il renonça à satisfaire les exigences familiales pour se tourner vers la littérature. Débute alors sa correspondance avec l’écrivain, éditeur et compositeur Herwarth Walden et avec le cercle de ce dernier, l’association Verein für Kunst. Il s’intéresse à la composition musicale et lit Théorie des sensations du son comme fondement physiologique pour la théorie de la musique (1863) d’Hermann von Helmholtz.
Entre juin et août 1905, il traverse les Alpes à pied pour se rendre à Florence où il demeure jusqu'en novembre. En janvier 1906, il revient à Munich et retourne à Florence en octobre où il séjourne jusqu'en janvier 1907. Là, il réalisera la sculpture Männliche Maske (Masque d'Homme).

### La rencontre de l'avant-garde à Paris

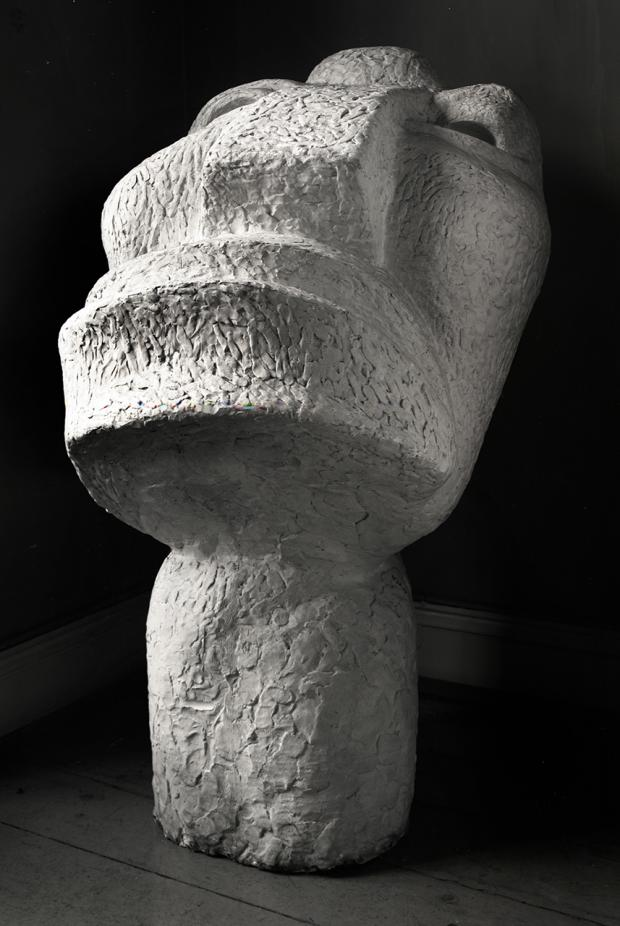
Otto Freundlich, Grande Tête, 1912, plâtre. La sculpture fut ostracisée par les nazis comme art dégénéré sous le titre de Der Neue Mensch (L'Homme nouveau) — Hambourg, Museum für Kunst und Gewerbe.

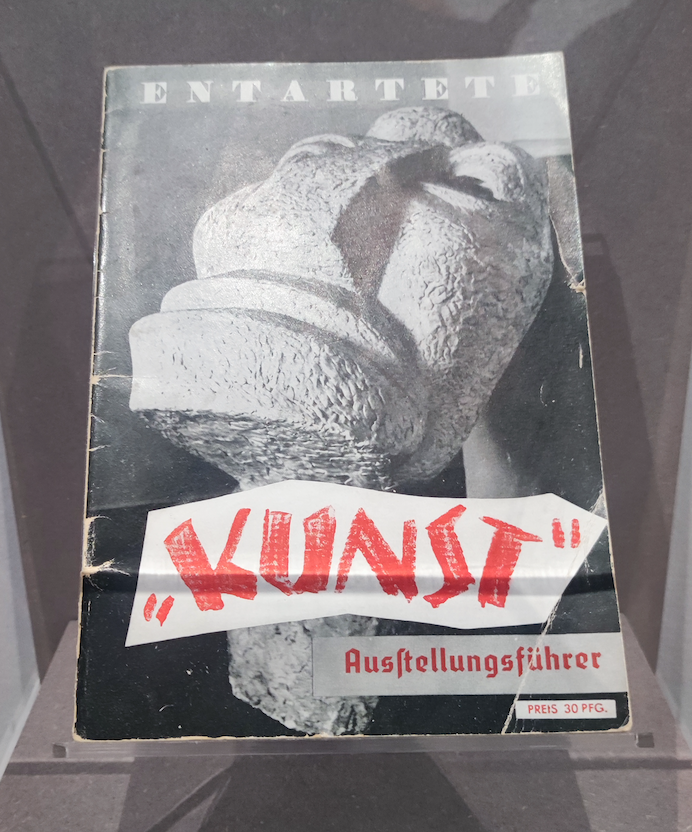
Catalogue de l'exposition Entartete "Kunst" de 1937, présenté à Paris dans l'exposition l"Art Dégénéré" au Musée Picasso en 2025.

Il rentre étudier à Berlin dans des écoles d'art privées, avant d'aller faire un séjour à Paris en 1908, où il loue un atelier au Bateau-Lavoir. Pablo Picasso est son voisin d’atelier. Il se lie avec ce dernier ainsi qu'avec Georges Braque, Guillaume Apollinaire et les cercles de Montmartre. Puis, en juillet, il retourne à Munich avec l’idée de fonder une école d’art et il publie des articles. En 1909, il effectue son deuxième séjour à Paris à Montparnasse et à Montmartre, où la galerie de Clovis Sagot lui organise une exposition. Enfin, il séjourne pour la première fois chez Otto Van Rees et Adya van Rees-Dutilh à Fleury-en-Bière, dans la forêt de Fontainebleau. En janvier 1910, Freundlich est à Berlin où il s’installe dans un atelier et devient membre de la Berliner Secession et de sa revue
. À l’automne, il est de retour à Paris, rue des Abbesses, où il demeure principalement jusqu’au printemps 1914. Il crée alors La Grande Tête une de ses sculptures les plus fameuses, en 1912 : « une grosse tête stylisée rappelant un peu les tikis des Marquises »".

### L'avant-garde à Berlin

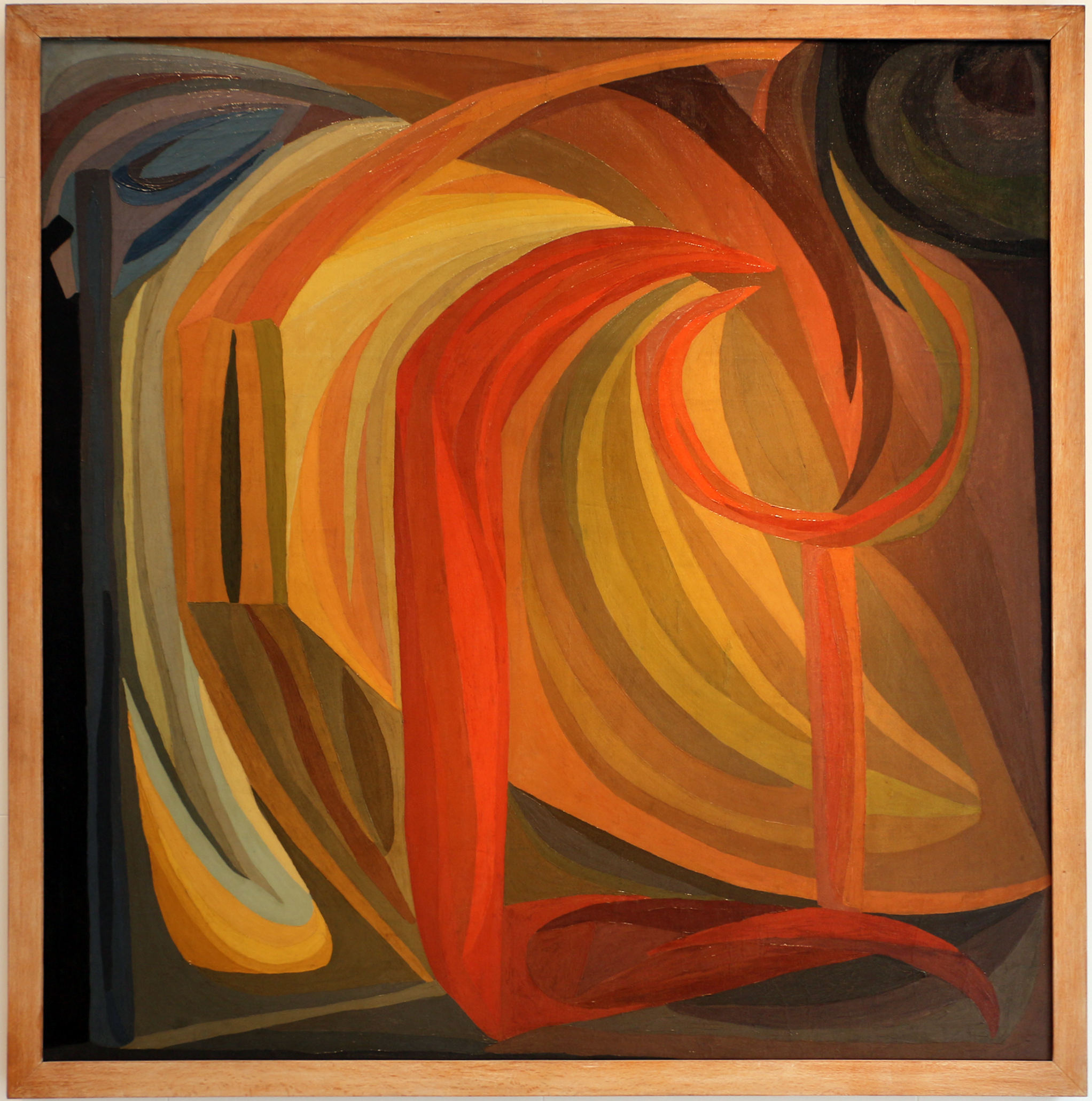
Composition (1911), musée d'art moderne de la ville de Paris.

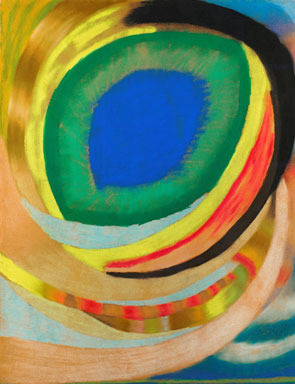
Attribué à Otto Freundlich, Œil cosmique (1921-1922), pastel, collection privée.

À l’occasion de sa participation à la Neue Sezession (Berlin) en 1911, Freundlich fait la connaissance de Karl Schmidt-Rottluff, et se lie d’amitié avec l’historien Wilhelm Niemeyer (de) avec lequel il correspond jusqu’en 1930. Il noue des contacts avec l’historienne d’art de Hambourg, Rosa Schapire, et le collectionneur Josef Feinhals de Cologne qui, comme Niemeyer, compte parmi ses premiers collectionneurs. Il réalise à cette époque ses premières œuvres non figuratives, utilisant "en peinture des surfaces de couleur nettes et purement constructives sans éléments naturalistes ou impressionnistes" système auquel l'artiste restera fidèle. Le peintre et écrivain Hans Richter écrit : « Il a été le tout premier peintre et sculpteur abstrait allemand qui réalisait, déjà avant 1912, année où je l’ai rencontré, ce qui n’était pas figuratif avec des proportions démesurées ou au contraire en feuillets minutieusement calligraphiés… ». À Fleury-en-Bière, il se lie avec le couple d’artistes néerlandais Otto et Adya van Rees. Cette dernière réalise des tapisseries à partir de compositions de Freundlich. Leur amitié illustre le lien entre vie de bohème, mouvement réformateur et art communautaire né du socialisme utopique de la fin du XIXe siècle. L’été de l'année suivante, il participe avec des sculptures et une peinture à l’exposition la "Sonderbundausstellung" que Niemeyer a contribué à réunir à Cologne. Il montre sa grande composition abstraite à Amsterdam dans le cadre d’une exposition organisée par Conrad Kickert. Ce dernier vient de réunir autour de lui, à Paris, un groupe d’artistes Otto Freundlich, Piet Mondrian, Petrus Alma (nl), Otto van Rees et Jan F. van Deene. Durant l’été, il fait la connaissance de Brancusi, Modigliani et Amadeo de Souza Cardoso. En novembre, il commence à travailler à sa sculpture Der neue Mensch qui sera reçue en donation en 1930 par le Museum für Kunst und Gewerbe de Hambourg de la collectionneuse Olga Solmitz.
En 1913, Guillaume Apollinaire écrit pour la revue Der Sturm en février, son article « La peinture moderne » dans lequel il cite Freundlich parmi les « peintres allemands les plus intéressants ». En mars, il s’installe dans le quartier de Montparnasse. Deux tapisseries réalisées par Adya van Rees à partir de ses compositions sont exposées dans le cadre du premier Salon d’automne de Berlin (Erster Deutscher Herbstsalon) qui se tient à la galerie Der Sturm d’Herwarth Walden. De mars à juillet 1914, il séjourne dans l’atelier de restauration de la tour nord de la cathédrale de Chartres. Cette expérience sera essentielle pour la naissance de son esthétique. Il écrira à Schmidt-Rottluff : « J’ai été pendant cinq mois prisonnier du monde à Chartres et j’en suis ressorti marqué à toujours… ». Tandis qu’à son ami Souza Cardoso, à qui il adresse plusieurs cartes postales, il évoque le principe créatif fondamental, à ses yeux, de « déconstruction ». Début août, au début de la guerre, il rentre en Allemagne.

### La Première Guerre mondiale

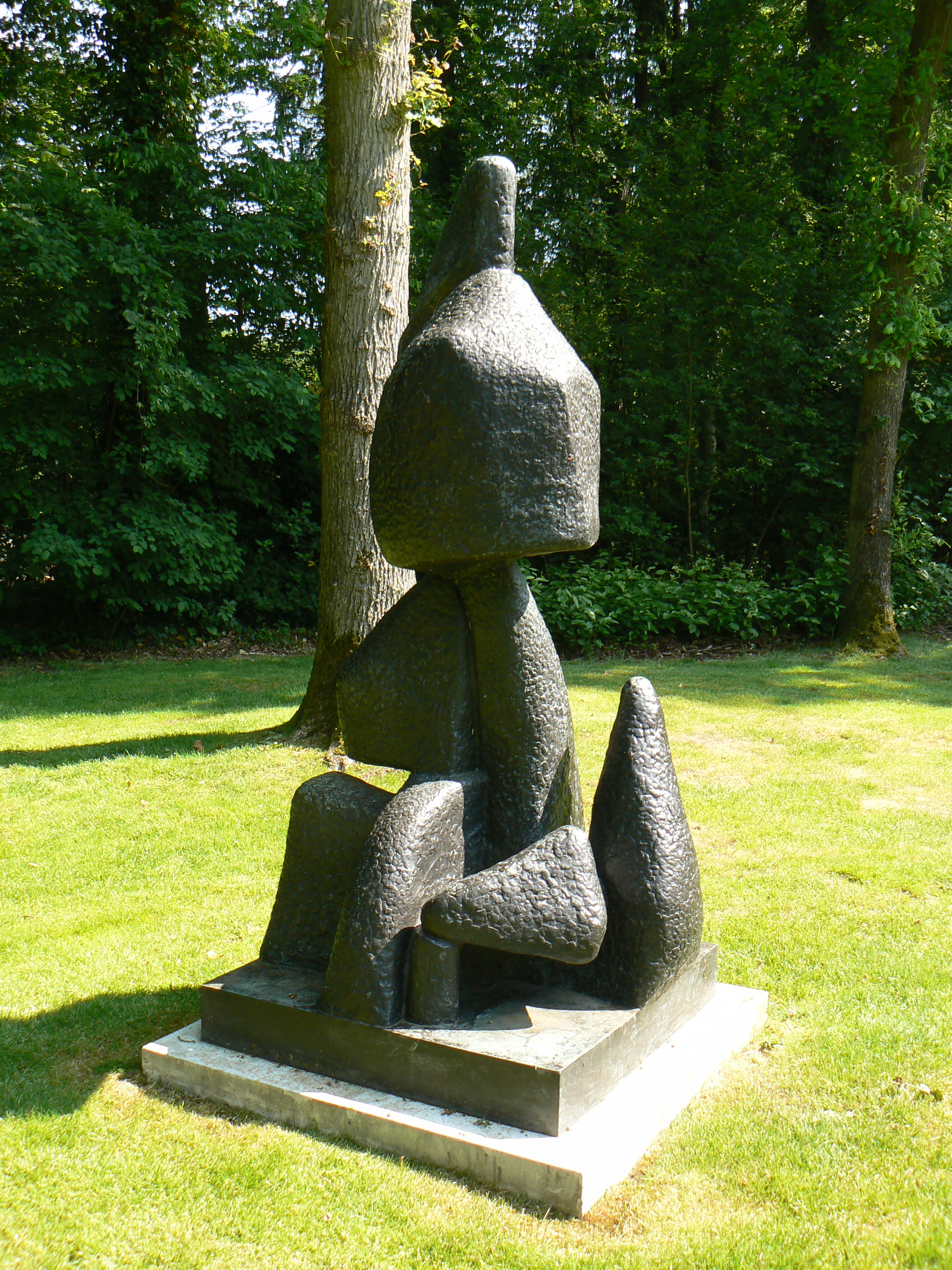
Composition (1933-1961), bronze, Otterlo, musée Kröller-Müller.

Il passe la guerre dans les services de santé, publie de nombreux articles, se lie d’amitié avec Raoul Hausmann, Hannah Höch et les cercles dadaïstes de Berlin. Il change souvent d’adresse. Il peint, dessine et réalise ses premières gravures. Il s’intéresse à l’art du vitrail et à l’art monumental. En 1916, il épouse la pianiste Dore Leeser avec qui il aura un fils, Berthold, qui mourra en février 1922. Il participe avec des gravures et des textes à la revue pacifiste Die Aktion. Il fait partie du comité artistique consultatif du Arbeitsrat für Kunst et participe à la fondation du Novembergruppe. En février 1918, il divorce. Juste après la guerre, il fait paraître dans Die Aktion et Der Einzige une publicité pour son école d’art à Berlin. Sa mosaïque Die Geburt des Menschen, commande de Josef Feinhals, est exposée à la galerie Fritz Gurlitt de Berlin et à l’exposition de novembre du Kölner Kunstverein. Il organise avec Max Ernst et Johannes Baargeld la première exposition dadaïste de Cologne et participe aux revues dadaïstes ou expressionnistes Bulletin D, Der Ventilator, Die Erde, Das Tribunal, Der Storm. Il réalise les dessins Die Zeichen qui seront publiés en album à Cologne l’année suivante.

### L'entre-deux-guerres

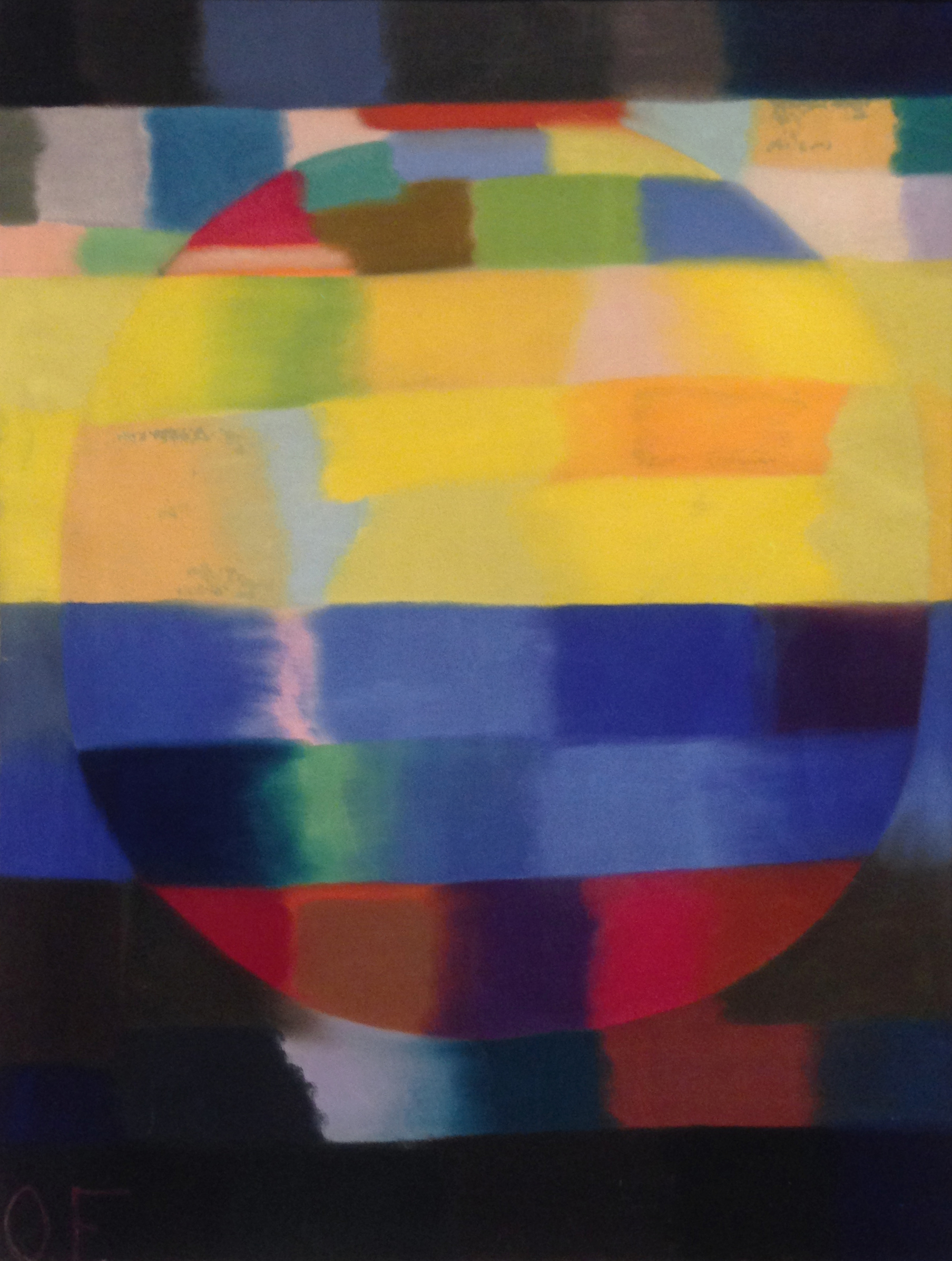
Corps sphérique (1925), collection privée.

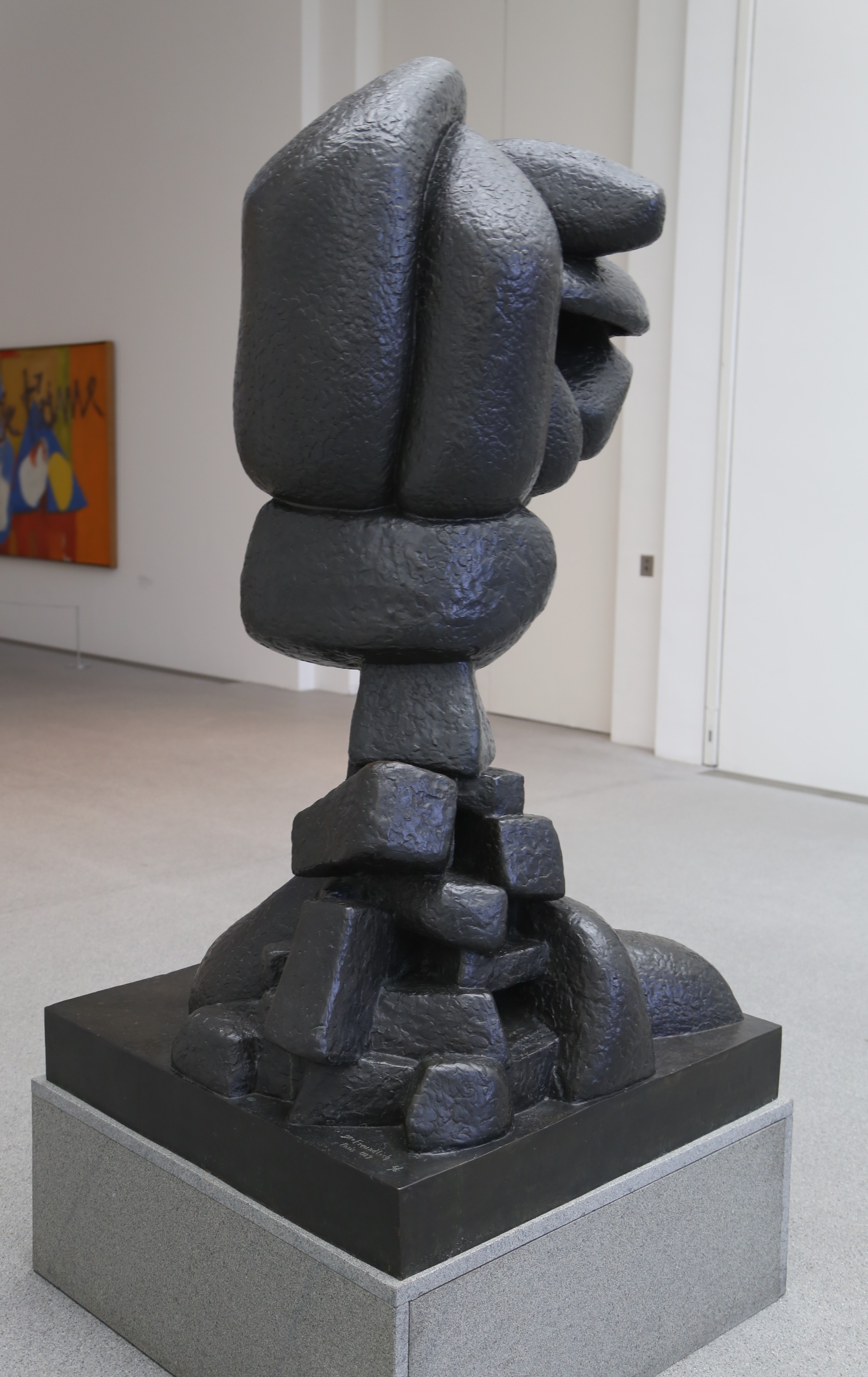
Ascension (1929-1979), bronze, Munich, Pinakothek der Moderne.

Au début des années 1920, Walter Gropius tente sans succès de lui obtenir un poste de professeur au Bauhaus. Avec Otto Dix, Raoul Hausmann, Hannah Höch et d’autres, il critique l’évolution du Novembergruppe. De janvier 1921 à fin 1922, il réside principalement à Berlin. Il participe à la Grande exposition d'art de Berlin dans la section Novembergruppe. Il réalise une sculpture pour le caveau de son collectionneur et mécène berlinois, Julius Wissinger. Dans le même temps, Freundlich adhère à Berlin au groupe d’artistes anarchistes Kommune (Raoul Hausmann, Hedwig Hausmann, Tristan Rémy, Ludwig Hilbersheimer, Margaret et Stanislas Kubicki) avec qui il participe à l’Internationaler Kongress fortschrittlicher Künstler à Düsseldorf puis à l’Internationale Ausstellung revolutionärer Künstler organisée par l’Arbeiter-Kunst-Ausstellung à Berlin. En juin 1923, il se marie une seconde fois. L'année suivante, il rend visite au conservateur du Museum für Kunst und Gewerbe de Hambourg. En août, il retourne brièvement à Paris et participe au Salon des indépendants. En septembre 1924, il publie en français une étude sur les peintres allemands modernes dans la revue le 7e Jour. Cette étude est remarquée, par le journal Paris -Soir qui s'en fait l'écho et la cite : « Les arts montrent les faiblesses et les puissances de la Mentalité humaine. Nous devons travailler pour une cause qui appartienne au monde entier, et ce mouvement doit et ne peut être qu'international. ».
Il réalise un grand vitrail qui sera exposé à Berlin en septembre de la même année. En février ou mars 1925, il est de retour à Paris où il s’installe au no 7 rue Belloni, puis rue Bonaparte. Il assiste à la Sorbonne aux conférences de l’architecte viennois Adolf Loos. En juin, il rend visite au créateur de films abstraits Viking Eggeling quelques semaines avant la disparition de ce dernier.
Max Sauerlandt (de), directeur du Museum für Kunst und Gewerbe de Hambourg s’engage à lui acheter le vitrail réalisé pour le collectionneur Johannes Bredt de Münster en 1926. Il fait la connaissance de Hedwig Muschg qui le soutiendra jusqu’à sa mort. En décembre, il se rend à Chartres, en compagnie des frères Bram (1895-1981) et Geer van Velde. En avril et en juillet 1927, il se rend à Berlin. Freundlich réalise Fragments de figure à l’ensemble des plans œuvre qui préfigure partiellement la syntaxe de ses œuvres des années 1930. En mai 1928, il commence sa sculpture monumentale, Ascension, qu’il termine l’été 1929 et montre à l’exposition Abstrakte Kunst und Surrealismus au Kunsthaus de Zurich Pour Olivier Céna : « Les quelques sculptures qu'il réalisa jusqu'à sa mort frôlent la figuration, l'évoquent souvent, comme si elles hésitaient, ou plutôt comme si Freundlich se demandait ce qu'est exactement une sculpture abstraite : ronde, souple, charnue, elle suscite l'idée du corps ; raide et géométrique, elle ramène à l'architecture », et il ajoute : « Freundlich cherchait à traduire en sculpture cette “conscience de l'univers” qu'il exprimait en peinture, acte qu'il opposait à la traditionnelle représentation de la réalité. Pourtant, son Ascension (1929), […] ne parvient pas à se défaire des formes organiques au point de rappeler une tête peut-être, ou un poing tendu ».

### Cercle et carré

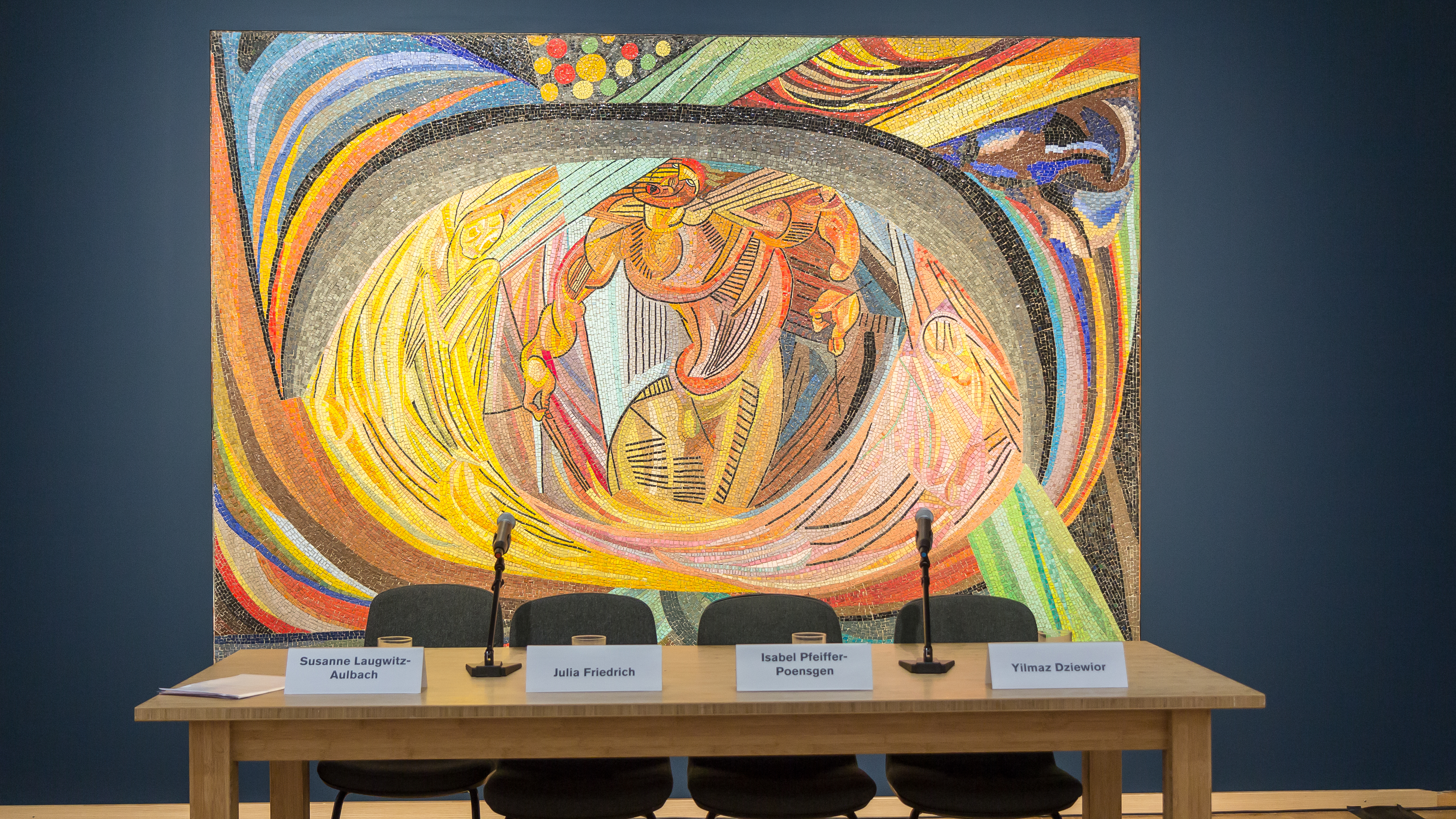
Communisme cosmique, Cologne, musée Ludwig.

En 1930, il publie dans son essai A bis Z un hommage à Wilhelm Niemeyer. Il participe à l’exposition Cercle et Carré, galerie 23 à Paris. Sa sculpture Der neue Mensch entre par donation dans les collections du Museum für Kunst und Gewerbe de Hambourg. L’été, il séjourne pendant plusieurs mois à Auvers-sur-Oise avec le couple van Doesburg et y réalise notamment une grande composition aujourd’hui dans la collection du musée de Pontoise. Il s’adresse à Paul Klee avec l’espoir d’obtenir un poste au Bauhaus, probablement sur les conseils de Jeanne Kosnick-Kloss qui devient, à cette époque, sa compagne. Il écrit un texte à l’occasion des 40 ans de la disparition de Van Gogh. Peu après, il devient membre du Salon des indépendants et membre du Comité directeur d’Abstraction-Création. C'est aussi l'année de sa deuxième exposition personnelle à la galerie Becker und Newman à Cologne. Il écrit notamment un texte pour les 50 ans de Picasso. En 1933, Freundlich réalise sa deuxième sculpture monumentale et peint la composition Mon ciel est rouge conservé au musée national d’art moderne de Paris. Avec Jeanne Kosnick-Kloss, il devient membre de l’Association des écrivains et artistes révolutionnaires (AEAR) proche du parti communiste, probablement à l’invitation de son ami Tristan Rémy. Le 11 avril, le Bauhaus est fermé par les nazis. Otto Freundlich rédige un texte ouvertement anti-nazi : "Für das Bauhaus und Gegen die Kuturreaction" (Pour le Bauhaus et contre la reaction culturelle) puis en 1938 un appel contre le nationalisme ; "zur nationalisierung des geistes" (A propos de la nationalisation de l'esprit).

### Abstraction-Création

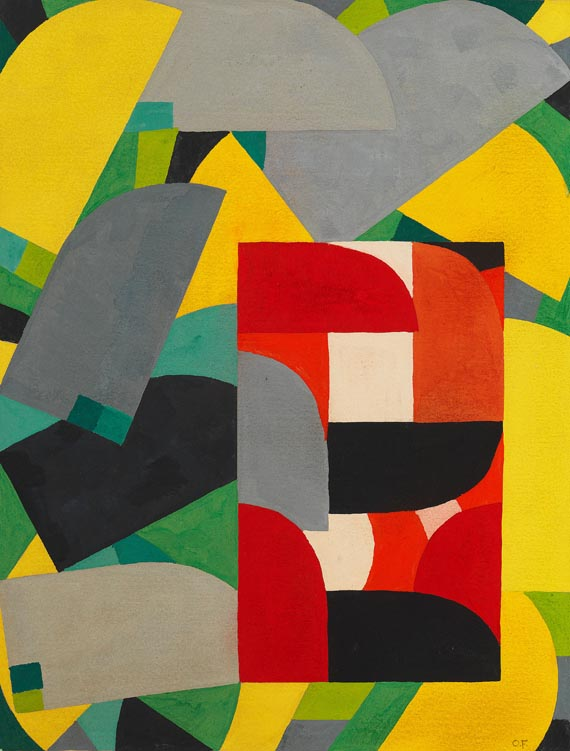
Attribué à Otto Freundlich, Composition (1938), localisation inconnue.

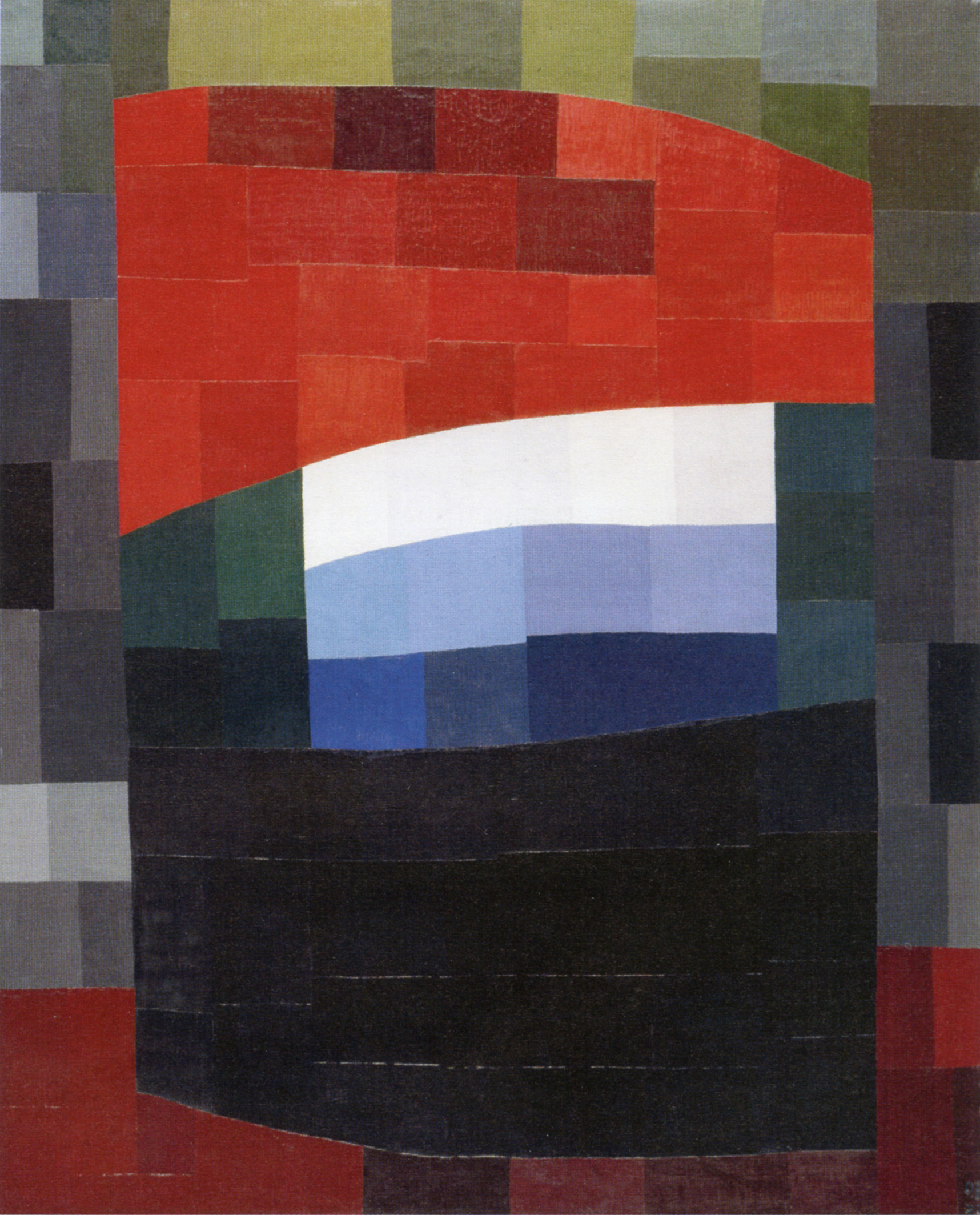
Mein roter Himmel (Mon ciel rouge) (1933), huile sur toile, Paris, musée national d'art moderne.

En 1934, Abstraction-Création organise une exposition spéciale pour lui et Hans Erni, mais Freundlich quitte cette association en novembre. Il participe aux Salon des indépendants. Il tente d’obtenir la nationalité française avec le soutien notamment de Georges Braque mais ne peut réunir la somme nécessaire. L'année suivante, Freundlich participe au Salon de l’art mural et au Salon des indépendants. Il réalise la grande gouache Hommage aux peuples de couleur, aujourd’hui dans les collections du musée national d’art moderne de Paris. En 1936, il fonde son académie privée Le Mur et écrit Sculptures-Montagnes qui préfigure son dernier grand projet de sculpture architecturale, Le Phare des sept arts. Il échange des œuvres avec Kurt Schwitters. Le critique Yvanhoé Rambosson, l'inclut dans une exposition collective sur le musicalisme qui circule en Europe Centrale et qui rencontre un grand succès. En 1937, sa sculpture " La Grande Tête", acquise en 1930 par le musée de Hambourg, est reproduite par les nazis sur la couverture du catalogue de l’exposition itinérante Entartete Kunst (Art dégénéré). Quatorze œuvres de Freundlich sont saisies dans des musées allemands et détruites. Pendant ce temps, Freundlich participe à de très nombreuses expositions : Konstruktivisten à Bâle, Xe Salon des artistes indépendants à Bordeaux, Unity of Artists à Chicago, Democracy and Cultural Development à Londres, au Congrès international de l’art indépendant à l’Exposition internationale de Paris… Le photographe Willy Maywald organise dans son studio à Paris une exposition d’œuvres de Jeanne Kosnick-Kloss et Otto Freundlich. Il fait la connaissance de Gaston Chaissac qu’il va encourager à peindre. Peu après, il réalise la mosaïque Hommage aux peuples de couleur sous la forme d’un triptyque. Willem Sandberg, futur directeur du Stedelijk Museum d’Amsterdam, qui prépare une exposition consacrée à l’art abstrait, lui rend visite. Pour son soixantième anniversaire, la galerie Jeanne Bucher-Myrbor organise une exposition de ses œuvres et de nombreux artistes signent un « Appel aux dons » pour le soutenir, économiquement parmi lesquels : J. Adler, H. Arp, G. Braque, J. Cassou, A. Derain, R. et S. Delaunay, A. Gleizes, W. Gropius, F. Léger, Max Jacob, W. Kandinsky, J. Lipchitz, P. Picasso, S. Tauber-Arp, Max Ernst. Son « Hommage aux peuples de couleur » entrera à la suite d’une souscription dans les collections du musée national d’art moderne aujourd'hui Centre Pompidou. Il participe à la première exposition des Réalités Nouvelles à la galerie Charpentier à Paris. La galerie René Breteau lui consacre une exposition individuelle.

### La Seconde Guerre mondiale

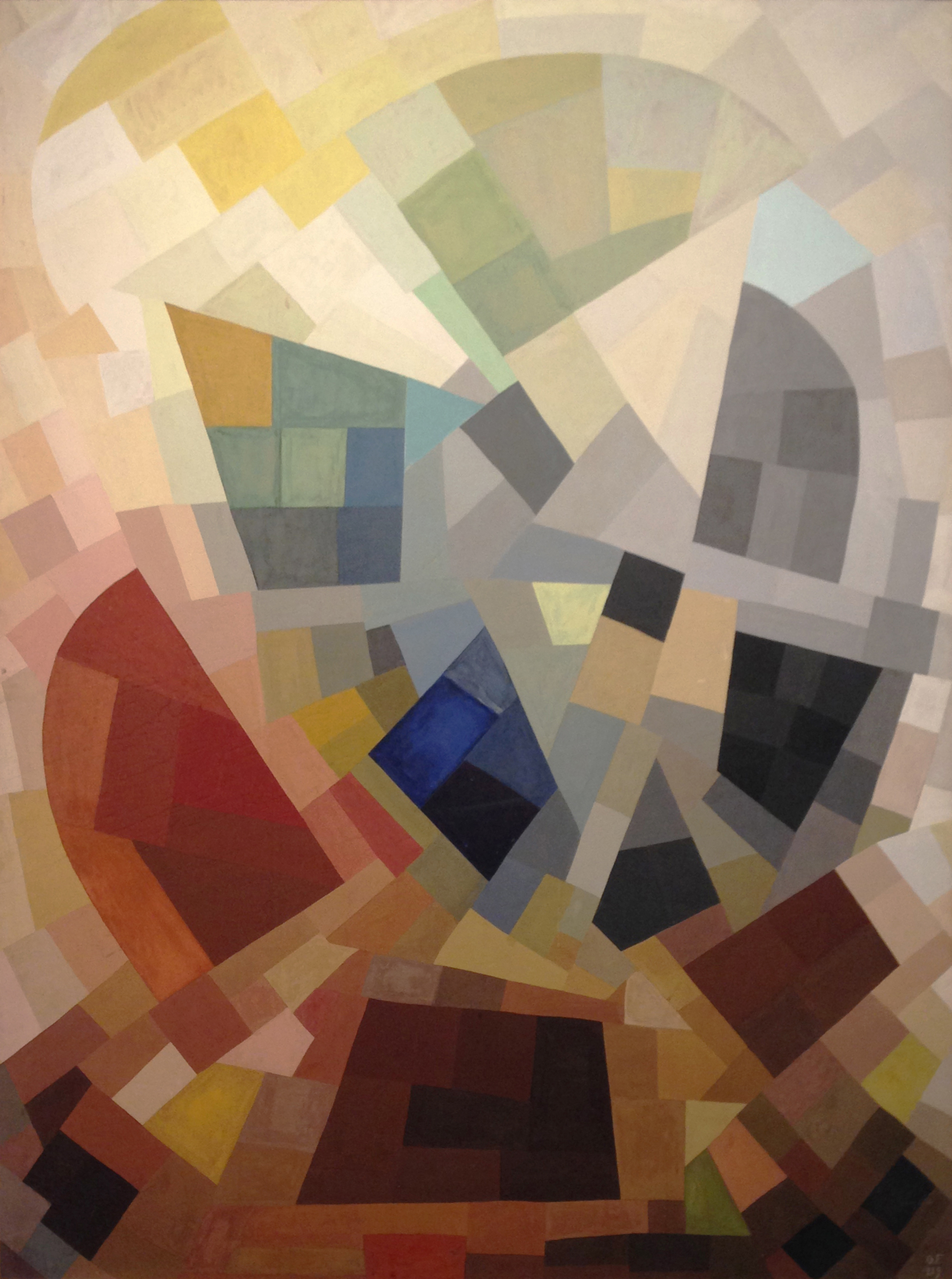
Composition (1939), Pontoise, musée Tavet-Delacour.

À partir de septembre, avec le début de la guerre, il est interné comme sujet allemand et transféré de camp en camp, il dessine avec des croquis la vie des camps de manière figurative. Hedwig Muschg lui propose d’émigrer en Suisse mais il préfère rester en France. Relâché en février 1940, il rentre à Paris et participe au Salon des Indépendants avec Mosaïque en mars, mais est de nouveau interné vers la mi-mai. Libéré le 20 juin, il se réfugie avec Jeanne Kosnick-Kloss à Saint-Paul-de-Fenouillet dans les Pyrénées-Orientales. Il commence la rédaction d’Ideen und Bilder sur lequel il travaillera jusqu’en 1942. Les tentatives pour permettre à Freundlich de quitter la France pour les États-Unis échouent. Il écrit aussi sa biographie et refait de mémoire des œuvres anciennes perdues ou détruites prolongeant ses recherches abstraites. En 1942, il est caché par une famille de paysans à Saint-Martin-de-Fenouillet, il vit avec sa femme au-dessus de l'étable, où au début des années 1980, l'historienne de l'art Rita Wildegans retrouva son matériel et ses pinceaux. À la suite de l'attaque contre deux officiers allemands, Freundlich est dénoncé par un habitant de Saint-Martin-de-Fenouillet. Il est arrêté le 23 février 1943 par deux gendarmes français. Emmené au camp de Gurs dans les Pyrénées-Atlantiques, puis au camp de Drancy. Il est ensuite déporté par le convoi no 50, en date du 4 mars 1943, il est assassiné, à son arrivée le 9 mars en Pologne occupée, au camp d’extermination de Sobibor, (Lublin-Maïdanek).

## Après la Seconde Guerre mondiale

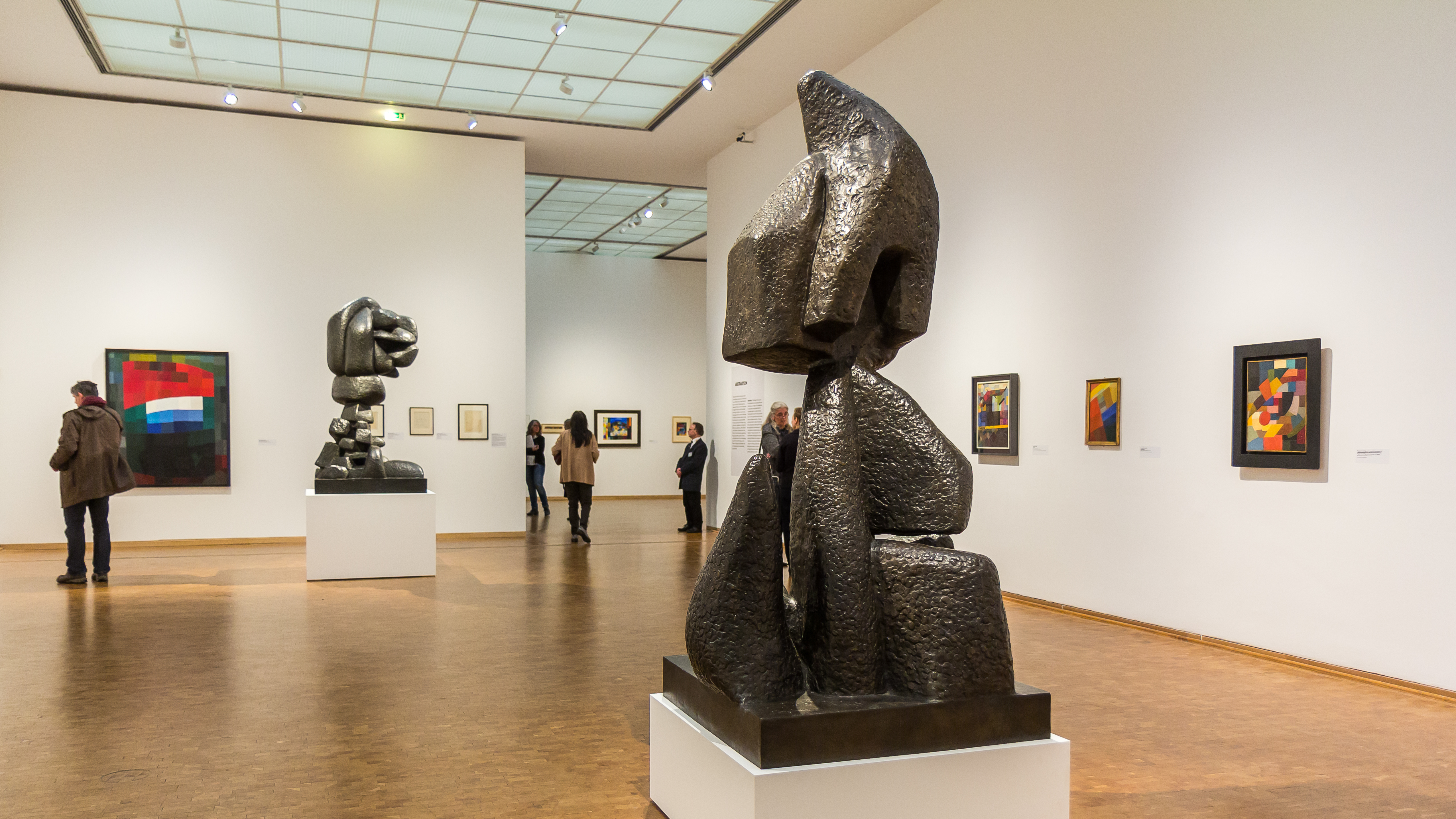
Vue de la rétrospective Otto Freundlich, Musée Ludwig, Cologne 2017.

Le premier salon des Réalités Nouvelles en 1946, lui rend hommage.
En 1966, s'éteint sa femme Jeanne Kosnick-Kloss, elle est enterrée au cimetière d'Auvers-sur-Oise en face des tombes de Vincent et Théo Van Gogh. Une plaque commémorative rappelle le destin tragique d'Otto Freundlich.

### Voie européenne de la Paix

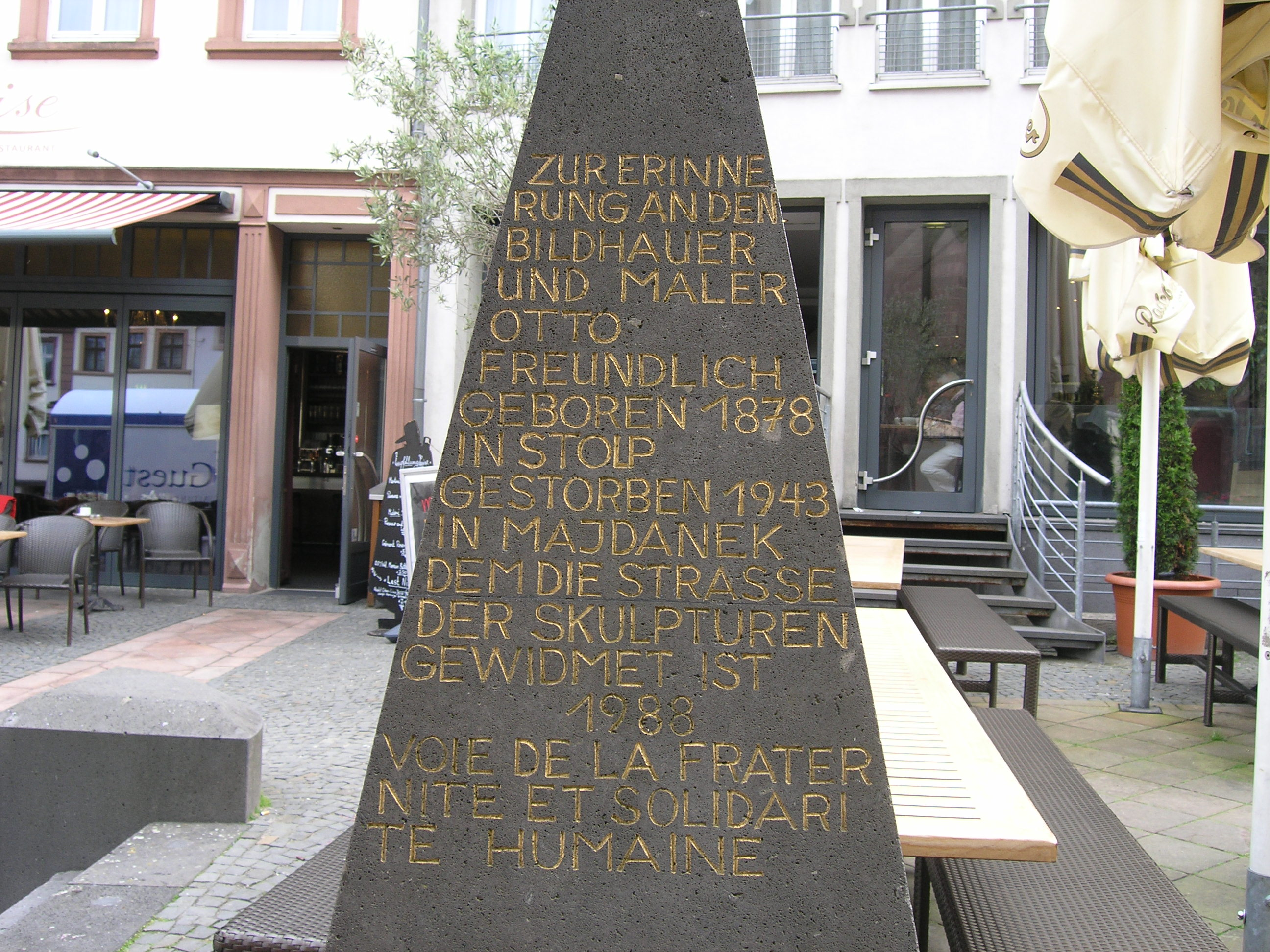
Mémorial pour Otto Freundlich à St. Wendel dans la voie de la Paix.

Dans les années 1930, le couple Otto Freundlich et Jeanne Kosnick-Kloss avait eu l’idée d’une voie européenne de la paix traversant l’Europe, comme symbole de la paix entre les peuples européens alors que le couple était conscient de la montée des périls et de la tragédie se nouant alors. Dans son projet, il imagine deux voies de sculptures non-figuratives disposées en plein air : l'une va de l'Europe du Nord au sud, est dite « voie de la fraternité humaine » et l'autre d’est en ouest, de Moscou à la côte normande « voie de la paix » pour symboliser la liberté et la solidarité entre tous les peuples européens.
En 1976, Leo Kornbrust, sculpteur et professeur à l’Académie des Beaux-Arts de Munich, reprend l'idée et crée deux voies qui se croisent à Paris : « la voie de solidarité humaine » et « la voie de la fraternité ». Un des segments de ce chemin est la « Voie des sculptures de Saint-Wendel ».

## Redécouvertes des sculptures
En réalisant des travaux du métro à Berlin, onze sculptures ont été redécouvertes en 2010, dont une tête d'Otto Freundlich de 1925.

## Publications
- Le mouvement perpétuel, 1918.
- « La peinture allemande moderne », Revue 7e Jour, Paris, 1924.
- Die Welt, die sich selbst schafft, 1929.
- Ein deutscher Maler in Paris, 1930.
- Die Wege der abstrakten Kunst, 1934.
- Bekenntnisse eines revolutionären Malers, 1935.
- Richtlinien für den Unterricht in der bildenden Kunst, 1935.
- Der bildhafte Raum, 1938.

### Publications posthumes
- Günter Aust, Otto Freundlich 1878-1943 – Aus Briefen und Aufsätzen, Cologne, galerie der Spiegel, 1958.
- Uli Bohnen, Otto Freundlich, Schriften, 1982.

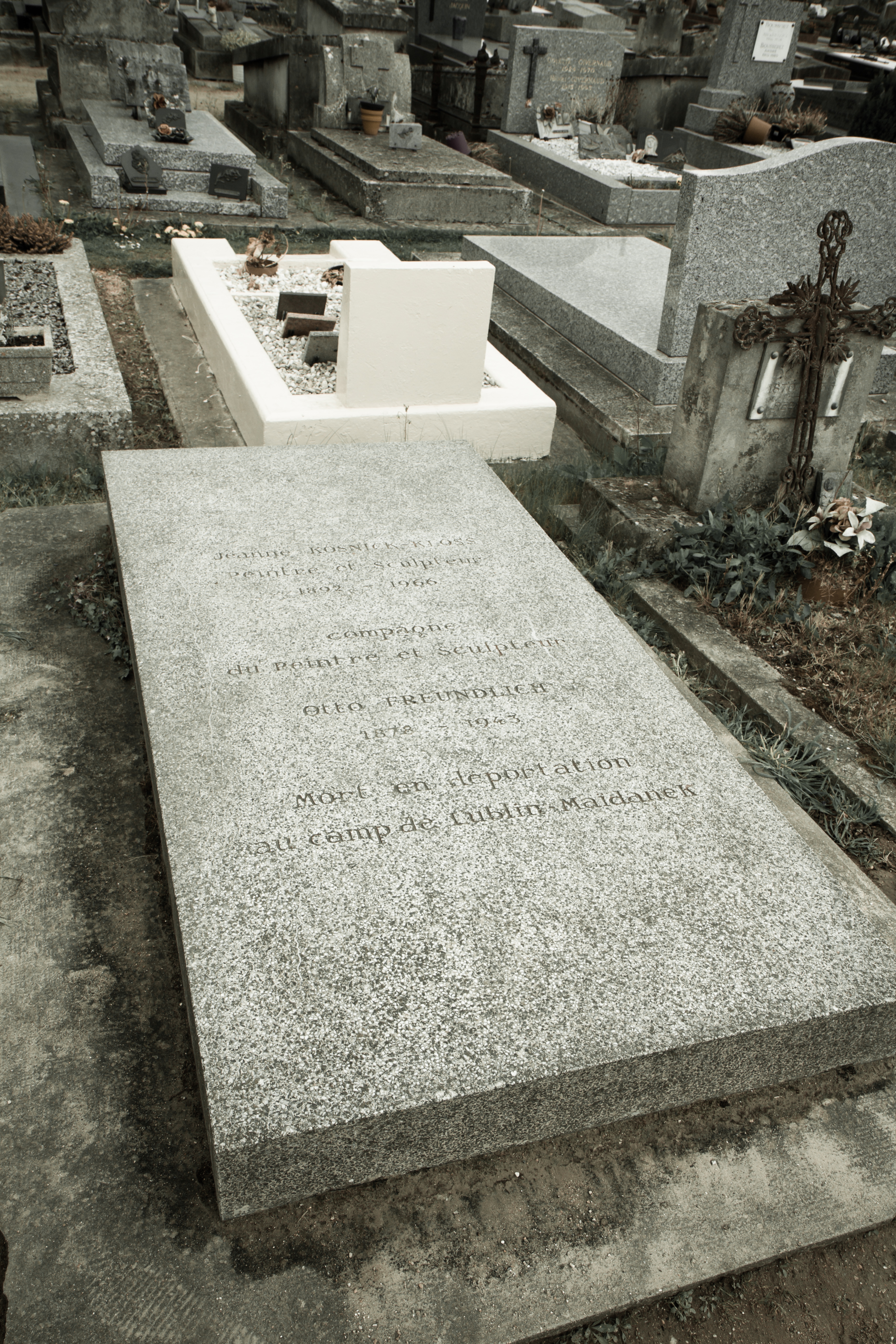
Tombe de Jeanne Kosnick-Kloss et de Otto Freundlich à Auvers-sur-Oise.

## Collections publiques
- Caen, Institut mémoires de l'édition contemporaine :
  - Fonds Archives Otto Freundlich.
  - Fonds Archives Réalités Nouvelles.
- Pontoise, musée Tavet-Delacour.
- Musée d'art moderne de la Ville de Paris
- Musée national d'art moderne

## Expositions personnelles (sélection)
- 1924 : Berlin, Graphisches Kabinett Nierendorf (avec Sandor Bartnyk).
- 1925 : Paris, atelier d’Otto Freundlich, 7, rue Belloni (Paris XVe).
- 1928 : Cologne, galerie Dr Becker und Newman.
- 1931 : Cologne, galerie Dr Becker und Newman.
- 1937 : Paris, studio Maywald (avec Jeanne Kosnick-Kloss).
- 1938 : Paris, galerie Jeanne Bucher-Myrbor (à l’occasion de son 60e anniversaire).
- 1939 : Paris, galerie René Breteau.
- 1952 : Paris, galerie Colette Allendy.
- 1954 : Paris, galerie Rive droite. Catalogue : texte de René Massat.
- 1958 : Paris, galerie Saint-Germain, rétrospective pour son 80e anniversaire (avec Jeanne Kosnick-Kloss).
- 1960 : Cologne, Wallraf-Richartz-Museum. Catalogue : texte de Günter Aust.
- 1962 : Paris, galerie Claude Bernard. Deux sculptures monumentales. Catalogue : textes de René Drouin et Otto Freundlich.
- 1968 : Paris, Goethe-Institut (avec Jeanne Kosnick-Kloss).
- 1969 : Pontoise, musée Tavet-Delacour, La donation Freundlich (Otto Freundlich et Jeanne Kosnick-Kloss).
- 1978 : Jérusalem, musée d’Israël, Hommage à Otto Freundlich. Catalogue : textes de Yona Fischer, entretien entre Edda Maillet, René Drouin et Paul Kaniel, écrits et correspondance d’Otto Freundlich.
- 1979 : Bonn, Rheinisches Landesmuseum ; Braunschweig, Kunstverein ; Berlin, Berliner Kunstverein, rétrospective. Catalogue raisonné sous la direction de Joachim Heusinger von Waldegg.
- 1982 : Pontoise, musée Tavet-Delacour, Otto Freundlich et Jeanne Kosnick-Kloss, œuvres retrouvées.
- 1982 : Münster, Westfalisches Landesmuseum für Kunst und Kultur Geschichte, Otto Freundlich, Leben und Werk (à l’occasion de l’achat par la ville de la sculpture Ascension).
- 1985 : Bruxelles, Goethe-Institut, La Donation Freundlich au musée de Pontoise.
- 1985 : Böblingen, galerie municipale Contact, La Donation Freundlich au musée de Pontoise.
- 1988 : Rochechouart, musée départemental d’Art contemporain. Catalogue : textes d’Alain Bonfand, Christophe Duvivier, Edda Maillet, Jérôme Serri, Guy Tosatto, Éditions La Différence.
- 1990 : Zurich, galerie et éditions István Schlégl.
- 1991 : Hambourg, Hamburger Kunsthalle, Otto Freundlich zum Gedächtnis.
- 1993 : Pontoise, musée Tavet-Delacour, Otto Freundlich et ses amis. Catalogue : textes de Jérôme Serri, Christophe Duvivier (50e anniversaire de sa disparition).
- 1994 : Ratisbonne, Museum Ostdeutsche Galerie ; Osnabrück, Kunsthalle Dominikanerkirche, Otto Freundlich, ein Wegbereiter der abstrakten Kunst. Catalogue : textes d’Uli Bohnen, Suzanne Deicher, Lorenz Dittmann, Christophe Duvivier, Erich Franz, Joachim Heusinger von Waldegg, Gerhard Leistner, Karena Lügte, Thorsten Rodiek, Rita Wildegans.
- 2001 : Münster, Westfälischen Landesmuseum für Kunst und Kulturgeschichte ; Vaduz, Kunstmuseum Liechtenstein, Otto Freundlich – Kräfte der Farbe. Catalogue : textes de Nicola Assmann, Erich Franz, Joachim Heusinger von Waldegg, Friedmann Malsch.
- 2005 : Kaiserslautern, Museum Pfalzgalerie (avec Martin Noël). Catalogue : textes de Brita E. Buhlmann, Heinz Höfchen, Joachim Heusinger von Waldegg (“Ansichtssache : Präsentations und Standortprobleme einiger Plastiken Otto Freundlichs”), écrits d’Otto Freundlich.
- 2007 : Bonn, August Macke Haus, Otto Freundlich und die rheinische Kunstszene. Catalogue : préface de Klara Drenker-Nagels ; textes de Joachim Heusinger von Waldegg ; lettres d’Otto Freundlich à Herwarth Walden, Wilhelm Niemeyer, Friedja Schugt-Maus, Sella Hasse.
- 2007 : Munich, Pinakothek der Moderne in München, Otto Freundlich – Bilder einer sozialen Utopie.
- 2008 : Slupsk, Muzeum Pomorza Oerodkowego W S£upsku, Otto Freundlich – 1878-1943 – Artysta ze Słupska. Catalogue : textes de Christophe Duvivier, Joachim Heusinger von Waldegg. (S£upsk, autrefois Stolp, ville natale d’Otto Freundlich).
- 2009 : Pontoise,Musée Tavet-Delacour, Otto Freundlich (1878-1943) – Rétrospective. Catalogue aux Éditions Somogy : textes de Christophe Duvivier, Joachim Heusinger von Waldegg.
- 2017 : Cologne, Musée Ludwig, puis Bâle Musée, Otto Freundlich, Kosmischer Kommunismus, Rétrospective
- 2020 : Paris, Musée de Montmartre

#### Monographies (sélection)
- Aust (Günter), Otto Freundlich 1878-1943, M. DuMont Schauberg, Cologne, 1960.
- (de) Suzanne Deicher, Abstraktion und Begehren. Otto Freundlichs Konstruktion eines Umbewußten der Kunst, in Die weibliche und die männliche Linie. Das imaginäre Geschlecht der moderner Kunst von Klimt bis Mondrian, 1993.
- Christophe Duvivier, Joachim Heusinger von Waldegg, Otto Freundlich. 1878-1943, Paris, Somogy, 2009.
- (de) Joachim Heusinger von Waldegg, Otto Freundlich, Ascension – Anweisung zur Utopie, Frankfurt/M, Fischer Kunststück, 1987.
- (de) Joachim Heusinger von Waldegg, « Otto Freundlich, “Mon ciel est rouge”, 1933. Zum Realitätscharakter ungegenständlicher Malerei », Pantheon, XLVI, 1988.
- (de) Joachim Heusinger von Waldegg, « Otto Freundlichs Modell eines “Leuchtturm der sieben Künste”. Ein utopisches Denkmal » in Mythen – Symbole – Metamorphosen in der Kunst seit 1800. Festschrift für Christa Lichtenstern zum 60, Geburtstag, Hrsg. Helga und J. Adolf Schmoll gen. Eisenwerth und Regina Maria Hillert, 2004.
- Joachim Heusinger von Waldegg, Otto Freundlich – Leuchtturm der sieben Künste – Ein utopisches Denkmal ; Otto Freundlich – Le Phare des sept arts. Un monument utopique, publié en allemand, français et polonais avec une préface de Cornelieke Lagerwaard par le Stadtmuseum St. Wendel et l’Association Strasse des Friedens Strasse der Skulpturen in Europa – Otto Freundlich Gesellschaft e.V, St. Wendel, à l’occasion de l’exposition itinérante présentée par le Stadtmuseum St. Wendel, le centre culturel de Rossignol-Tintigny et le Centre mondial de la paix de Verdun, 2007.
- (de) Karena Lügte, In der Malerei wird die Materie zum Geist, Otto Freundlich zwischen Jugendstil, Expressionismus und Konstruktivismus, 1997.
- Joël Mettay, Le Pas perdu – à la recherche d’Otto Freundlich, Éditions L’Aphélie, 1993.
- Joël Mettay et Edda Maillet, Otto Freundlich et la France – un amour trahi, Éditions Mare Nostrum, 2004.
- Cat coll, sous la direction de Julia Friedrich, "Otto Freundlich, Cosmic Communism", Prestel editions, Munich, 2017.